# Cleaves Glacier
Cleaves Glacier är en glaciär i Antarktis. Den ligger i Östantarktis. Nya Zeeland gör anspråk på området. Cleaves Glacier ligger 557 meter över havet.
Terrängen runt Cleaves Glacier är varierad. Trakten är obefolkad. Det finns inga samhällen i närheten.